# Heinrich Schroth
Heinrich Schroth (Pirmasens, Renânia-Palatinado, 23 de março de 1871 – Berlim, 14 de janeiro de 1945), nasceu Heinrich August Franz Schroth, foi um ator de teatro e cinema alemão, que atuou nos filmes mudos entre 1890 e 1943.

## Filmografia selecionada
- 1916: Der Sekretär der Königin
- 1916: Abseits vom Glück
- 1916: Ein tolles Mädel
- 1916: Welker Lorbeer
- 1916: Der Radiumraub
- 1940: Die unvollkommene Liebe
- 1940: Bismarck
- 1940: Kora Terry
- 1940: Jud Süß
- 1941: Ohm Krüger
- 1941: Der große König
- 1941: Heimaterde
- 1941: Friedemann Bach
- 1942: Ewiger Rembrandt
- 1942: Die Entlassung / Schicksalswende
- 1943: Großstadtmelodie